# Gustav Adolfs torg, Helsingborg

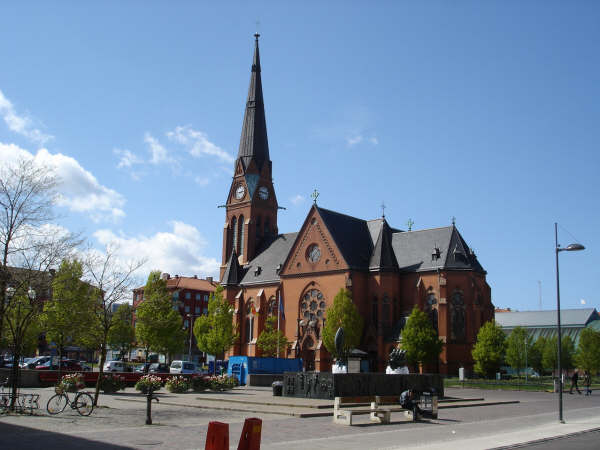
Gustav Adolfs torg med GA-kyrkan i bakgrunden

Gustav Adolfs torg är ett torg i stadsdelen Söder i Helsingborg. Platsen domineras i norr av den kyrka som givit torget dess namn, Gustav Adolfs kyrka. Torghandel hålls dagligen på torget, vilket är ett av de få ställen i Helsingborg där detta fortfarande förekommer. En stor del av torget är dock numera parkering, endast torgets östra del är tillgänglig för torghandel. Här finner man även Sven Lundqvists fontän Fiskarfänget, invigd 1955.
Som ett led i Söder i förändring, Helsingborgs stads program för att öka Söders attraktivitet, byggdes torget om 
för att bli mer inbjudande i mitten av 2000-talet och våren 2023 byggdes en ny lekplats.

## Historia
Området där torget numera ligger var förr ett omfattande flygsandsområde, kallat Sandlyckorna, som tillhörde Helsingborgs fälad. Markerna användes till största delen som betesmark och kreatur, tillhörande borgarna i staden. Bebyggelsen var mycket sparsam och området genomkorsades endast av en gammal landsväg mellan Helsingborg och Råå, vars sträckning motsvarar dagens Södergatan. Norr om området byggdes under medeltiden upp ett antal väderkvarnar och runt dessa kom troligen ytterligare bebyggelse att växa fram. På 1800-talet började bebyggelsen i området att växa allt mer. Denna bestod främst av ett antal hus längs landsvägen, främst på dess östra sida. En karta från 1864–67 visar dock att platsen för det nuvarande torget fortfarande var obebyggt och märkt som Farm 190. År 1870 fick platsen till slut sin första byggnad i form av Södra skolan, som uppförts som den nya stadsdelens folkskola.  
Helsingborgs södra förstad byggdes ut allt snabbare och bebyggelsen kom att bli allt mer gyttrig. Därför beslutade stadens styrande år 1873 att upprätta en plan för området och anlitade för detta ändamål lantmätare Georg Gustafsson. Denne presenterade sin plan året efter, vilken bestod av en stor rutnätsstad med en centralt placerad kyrka strax söder om Södra skolan. Denna plan tog dock mindre hänsyn till existerande bebyggelse och möttes därför av stora protester. Planen kom därför att skrinläggas och istället lät man stadsingenjör Robert Söderqvist rita upp en ny plan, som skulle ta den befintliga bebyggelsen i beaktande. Denna nya plan stod klar 1876 och på denna hade Söderqvist anlagt ett stort, centralt torg kring folkskolebyggnaden, medan kyrkan var förlagd till nuvarande Furutorpsplatsen. Planen fastslogs av Kungl. Maj:t 1878 och torget fick sedermera namnet Nytorget, eller Nya torg. Vid denna tid omgavs torget endast av bebyggelse i öster, samt en mindre byggnad i norr i hörnet mot Södergatan. Byggnaden uppfördes 1871 och benämndes Brynolfska huset, efter byggherren bagare Anders Brynolf. Från 1879 hyrdes huset ut till fester och den så kallade Brynolfska salen kom att bli en viktig mötespunkt, bland annat för stadens arbetarrörelse.
Utbyggnadstakten av stadsdelen gick dock inte så snabbt som man i planen väntat sig och när Helsingborgs stadsförsamling planerade en ny kyrkobyggnad i området ansåg man att tomten vid nuvarande Furutorpsplatsen låg alldeles för avsides. Byggnadskommittén föreslog därför att kyrkan skulle placeras på den plats som Gustafsson anvisat i sin stadsplan från 1874. För att kunna uppnå detta genomfördes en ändring av stadsplanen och 1897 stod den nya kyrkan klar på sin plats i torgets mitt, placerad i fonden på Nytorgsgatan. Kyrkan döptes till Gustav Adolfs kyrka efter krigarkonungen Gustav II Adolf, som kring sekelskiftet 1900 var en populär figur att namnge objekt efter. Den nya och större folkskola, som år 1900 stod klar längre österut, kom att 1901 döpas till Gustav Adolfsskolan. Detta kom också att påverka torget och 1909 beslöts det att detta skulle byta namn till Gustav Adolfs torg.
År 1895 hade torget stenlagts med kullersten och en beskeden torghandel hade etablerats. Den gamla folkskolan hade rivits år 1900, då Gustav Adolfsskolan stod klar. Runt torget började allt mer bebyggelse komma till. Längs Södergatan ersattes de gamla landsvägshusen med större affärs- och bostadshus. Åren 1901–1902 uppfördes ett nytt folkbadhus vid torgets norra hörn mot Carl Krooks gata. Den framväxande arbetarrörelsen i staden började kring sekelskiftet 1900 planera uppförandet av ett Folkets hus i kvarteret Amerika Norra. I de ursprungliga planerna skulle byggnaden omfatta nästan hela östra sidan av torget, fram till Nytorgsgatan. Dessa stora planer kom dock aldrig att genomföras, dels på grund av bristande ekonomi och dels på grund av en fastighetsägare som vägrade att sälja sitt hus. Trots detta blev det slutliga Folkets hus, som uppfördes 1905–06 som arbetarrörelsens första större bygge utanför Stockholm, en mycket ståtlig byggnad vid torgets sydöstra del. I början av 1900-talet hade också planer på att uppföra en saluhall på torget diskuterats, men skrinlagts efter protester från de boende. Saluhallens placering flyttades till torgets södra hörn med Carl Krooks gata och kom att uppföras på 1920-talet i bottenvåningen på ett flerbostadshus. Denna var dock endast i drift fram till 1940-talet.
Ett av de större byggnadsprojekten vid torget var det nya badhus, Simhallsbadet, som 1939–41 uppfördes längs torgets norra sida. För att ge plats åt det nya badhuset revs bland annat det äldre folkbadhuset, samt Brynolfska huset. Under efterkrigstiden genomfördes en omfattande sanering av bebyggelsen på Söder. Denna påverkade i synnerhet bebyggelsen i kvarteret Danmark i torgets nordöstra del, som helt kom att ersättas av nya senmodernistiska byggnader i större skala.